# John Horne Tooke

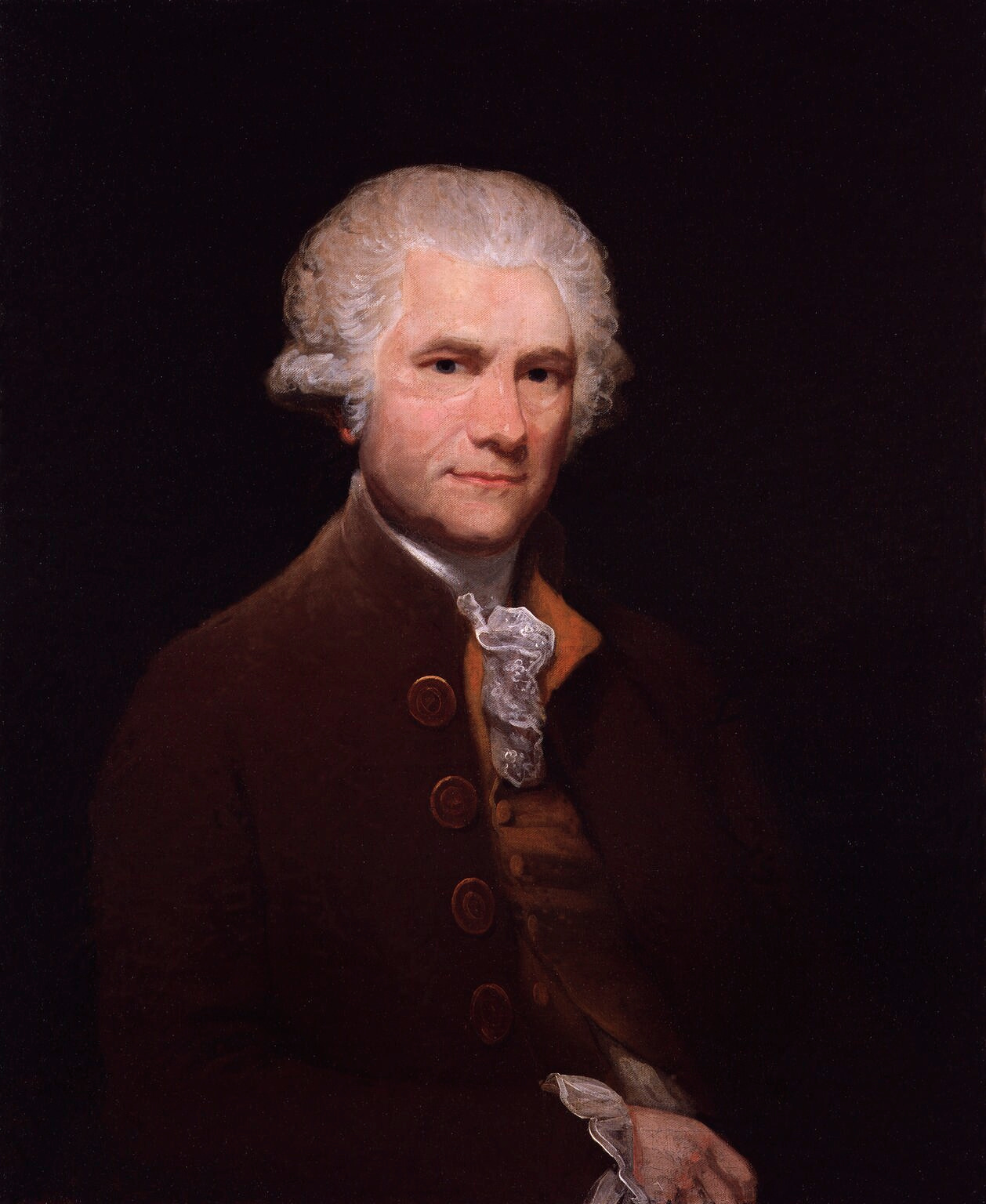
John Horne Tooke

John Horne Tooke (geborener Horne, * 25. Juni 1736 in London; † 18. Juli 1812 in Wimbledon) war ein britischer Schriftsteller und Politiker.

## Leben
Er war der dritte Sohn des Geflügelhändlers John Horne, aus Soho in Middlesex. Er besuchte von 1744 bis 1746 die Westminster School, von 1746 bis 1753 das Eton College und studierte von 1754 bis 1758 am St John’s College der Universität Cambridge Theologie. Parallel begann er ab 1756 am Inner Temple ein Studium der Rechtswissenschaften. Auf Betreiben seines Vaters, der ihm eine Pfründe als Kaplan (perpetual curate) in New Brentford kaufte, wurde er am 23. September 1759 zum Diakon und am 23. November 1760 zum Priester der Church of England ordiniert. 
Er gab jedoch bald seine geistlichen Pflichten auf und arbeitete fortan als reisender Hauslehrer. Ab 1765 betätigte er sich politisch und schloss sich der von John Wilkes angeführten radikalen politischen Bewegung an und förderte die Society of Supporters of the Bill of Rights (1769). Nachdem internen Streitigkeiten, gründete er 1771 die Constitutional Society. Sein Debüt als Schriftsteller hatte er 1771, als er der Autorschaft der Briefe des Junius beschuldigt wurde und diese mit einem Pamphlet zurückwies. Dennoch wurde er von einigen Zeitgenossen für den Verfasser dieser Briefe gehalten. In der Folgezeit tat er sich durch radikale und subversive politische Schriften hervor.
1773 gab er seinen Hauslehrerberuf auf, um nach seiner eigenen Präferenz eine juristische Karriere einzuschlagen, aber der Inner Temple weigerte sich wegen seiner priesterlichen Weihen 1779, ihn als Barrister zuzulassen. Auch spätere Anträge von 1782 und 1794 hatten keinen Erfolg.
1777 war er zu sieben Monaten Haft verurteilt worden, weil er einen Fonds zur Unterstützung der amerikanischen Rebellen aufgebracht hatte. Von 1778 bis 1784 war er Wahlkampfagent von Sir Robert Bernard, 5. Baronet (um 1740–1789), ehemaliger Unterhausabgeordneter für Bedfordshire (1765–1768) und Westminster (1770–1774), bei dessen erfolglosen Bemühungen ins Parlament zurückzukehren.
1782 ergänzte er seinen Familiennamen zu Horne Tooke, zu Ehren seines Gönners William Tooke († 1802), aus Purley, der ihm bei seinem Tod 500 £ vermachte.
Wegen einer Flugschrift gegen Premierminister North wurde er 1794 des Hochverrats angeklagt, aber freigesprochen.
Er kandidierte mehrfach erfolglos für Westminster zu den Wahlen zum britischen House of Commons, bis er schließlich bei den Parlamentswahlen im Februar 1801 dank der Protektion des politisch radikalen Thomas Pitt, 2. Baron Camelford, als Abgeordneter für das rotten borough Old Sarum Mitglied des House of Commons wurde. Seine politischen Gegner versuchten zunächst, ihn wegen seiner geistlichen Weihen auch von diesem Mandat auszuschließen, schließlich wurde ihm aber erlaubt, seinen Sitz bis zum Ende der Legislatur im Juni 1802 zu behalten.
Drei Wochen nach seinem 76. Geburtstag starb John Horne Tooke am 18. Juli 1812 in Wimbledon. Er blieb unverheiratet, hatte aber einen Sohn und zwei Töchter.

## Veröffentlichungen (Auswahl)
- Diversons of Purley. Routledge, London 1993, ISBN 0-415-09251-5 (Nachdr. d. Ausg. Epea pteroenta, or the diversions of purley. London 1869).
- Alexander Stephens (Hrsg.): Memoirs of John Hornew Tooke. Thomas Gale Publ., Farmington Hills MI 2006 (Nachdr. d. Ausg. London 1813).